# Lampona murina
Lampona murina är en spindelart som beskrevs av Ludwig Carl Christian Koch 1873. Lampona murina ingår i släktet Lampona och familjen Lamponidae. Inga underarter finns listade i Catalogue of Life.